# Тастекеев, Кайрат Кулбаевич
Кайрат Кулбаевич Тастекеев (каз. Қайрат Құлбайұлы Тастекеев; род. 27 июня 1967, Аксуат, Аксуатский район, Семипалатинская область, Казахская ССР) — казахстанский деятель в сфере образования. Депутат Сената Парламента Казахстана VIII созыва.

## Биография
1993—1998 годы — менеджер в АО «Мейрамхан».
1999 год — судебный курьер в Турксибском районном суде города Алматы.
1999—2000 годы — судебный пристав в городском суде Алматы.
2001—2010 годы — преподаватель, старший преподаватель в Казахском инновационно-гуманитарном юридическом университете (город Семей).
2010—2017 годы — заведующий кафедры государственно-правовых дисциплин в Казахском инновационно-гуманитарном юридическом университете.
2017—2023 годы — директор Строительного колледжа (город Семей).
С 2023 года — депутат Сената Парламента Казахстана VIII созыва от Абайской области.